# Canstein (Adelsgeschlecht)

Wappen der (Rabe) von Canstein

Wappen von Marsberg-Canstein

(Rabe) von Canstein ist der Name eines alten westfälischen Adelsgeschlechts, das wappen- und stammesgleich mit den Rabe von Pappenheim ist und seinen Namen von Schloss Canstein im östlichen Sauerland herleitet. Das Geschlecht ist möglicherweise edelfreier Herkunft, wird es doch früher als barones et dynastii bezeichnet. Der zur weiterhin bestehenden Althessischen Ritterschaft zählende Teil der Familie ist mittlerweile erloschen.

## Geschichte
Stammvater des Geschlechts ist der Ritter Rawe de Papenheim, Truchsess des Klosters Corvey, der 1106 erstmals urkundlich erwähnt wird. Die Familie besaß neben dem Erb-Truchsessenamt in Corvey zahlreiche Güter um Warburg sowie die Burggrafschaft (siehe Wartberch) über die Stadt selber. Diese behielt die Familie, bis Warburg 1802 von preußischen Truppen besetzt wurde.
Um 1250 gründete sich eine Nebenlinie, die sich später nach ihrem neuen Besitz, der Kugelsburg bei Volkmarsen, Rabe von Coglenberg nannte. 1339 gab Erzbischof Walram die pfandweise verliehene Kugelsburg und die Stadt Volkmarsen den Brüdern Rabe, Nachkommen des „Rave von Papenheim“, deren Familie seit mindestens 1106 Erb-Truchsesse von Corvey waren. Von 1346 bis 1530 wohnten sie auf der Burg. In dieser Zeit wurde der spätgotische Palas erbaut.
1307 wurde ein weiterer Zweig von Bischof Otto von Paderborn mit der Burg Calenberg auf dem Calenberg bei Warburg belehnt und nannte sich fortan Rabe von Calenberg oder Rave von Calenberg. Beide Linien, die Rabe von Coglenberg und die Rabe von Calenberg sind heute erloschen. Das Aussterben der Rabe von Calenberg im Jahre 1464 war der Anlass zum Ausbruch der siebenjährigen Hessen-Paderbornischen Fehde (1464–1471) zwischen dem Hochstift Paderborn und dem Landgrafen Ludwig II. von Niederhessen.
1342 wurden die Rabe durch Walram von Jülich, Erzbischof von Köln und Herzog von Westfalen und Engern, wieder mit Burg und Herrschaft Canstein belehnt. Dieser Zweig nannte sich nach dem Wiederaufbau der Burg Canstein nach diesem Besitz Rabe von Canstein; im Gegensatz zu den anderen Zweigen der Familie ließ jener den Namensteil „Rabe“ in den kommenden Jahrzehnten fallen. Er findet sich jedoch in der Familie immer wieder als Vorname (Raban) wieder.
1657 wurde die Familie in den erblichen Freiherrenstand erhoben.

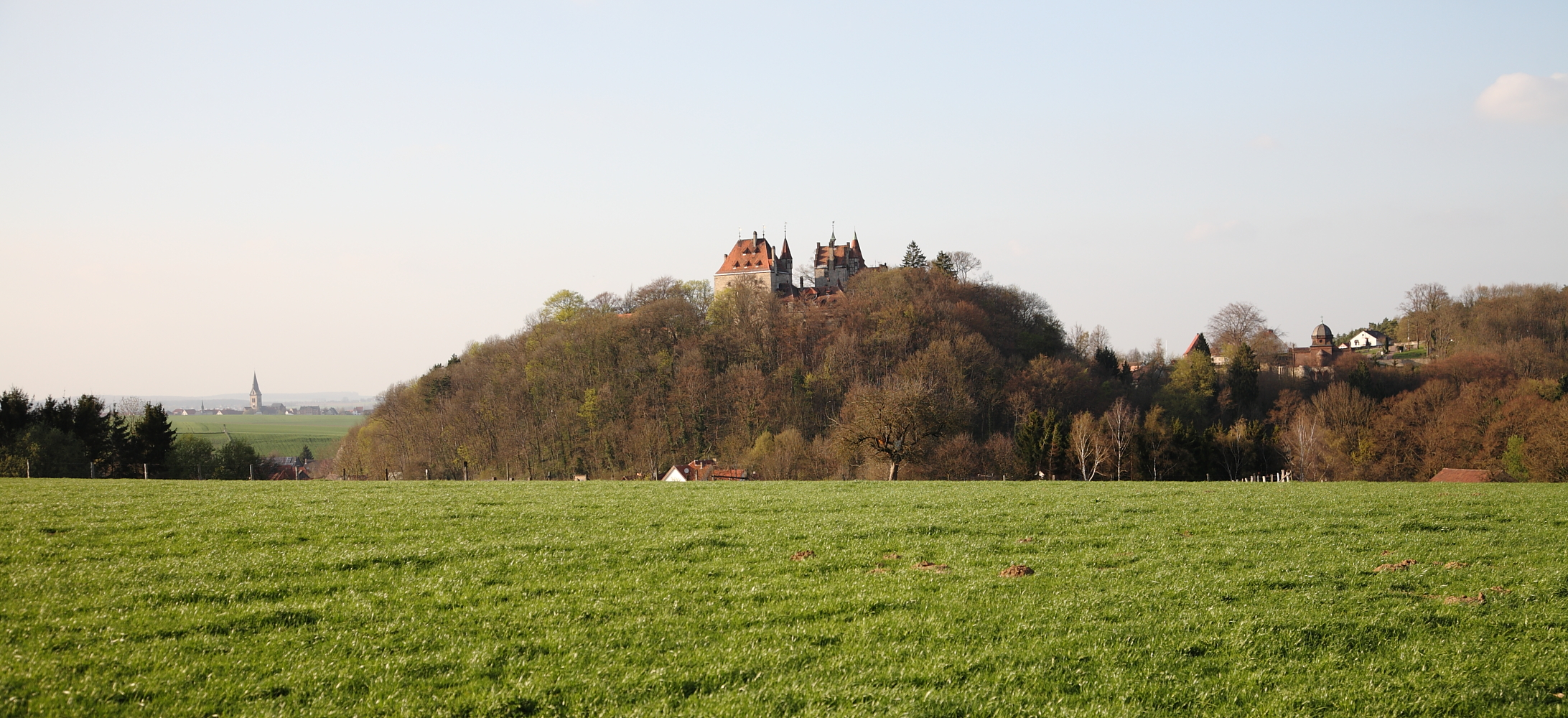
Burg Calenberg
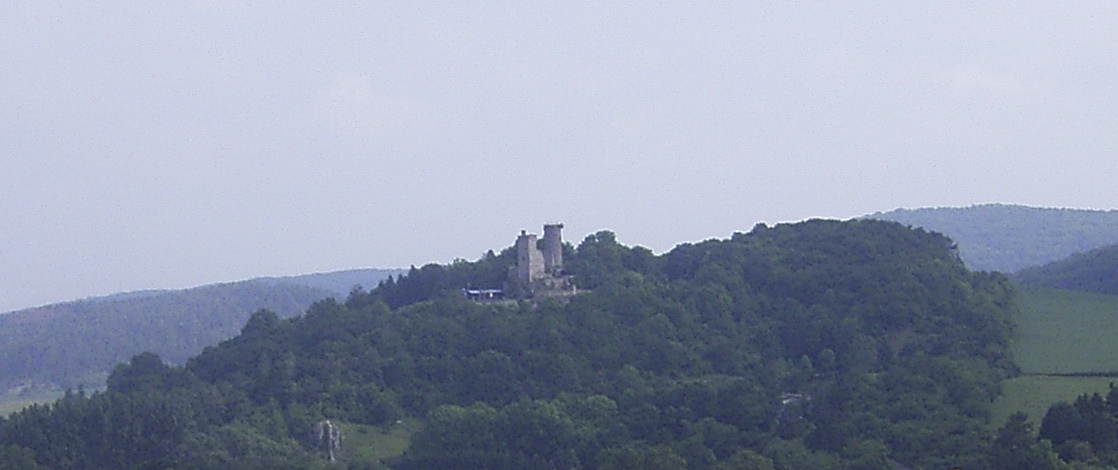
Kugelsburg
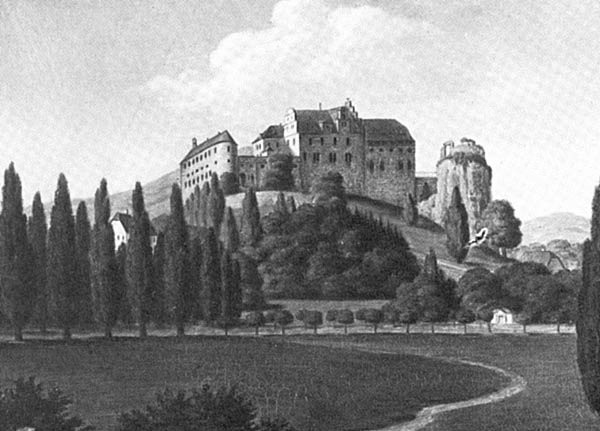
Burg Canstein

## Wappen
- Blasonierung des Stammwappens: In Silber ein nach rechts schreitender, goldgekrönter, schwarzer Rabe. Auf dem Helm mit schwarz-silbernen Decken steht der Rabe vor einer mit fünf abwechselnd schwarzen und silbernen Federn besteckten silbernen Säule.
- Blasonierung des Freiherrenwappens: Geviert mit Herzschild, in letzterem in Silber ein nach rechts schreitender, schwarzer, goldgekrönter Rabe (Stammwappen). Felder 1 und 4 in Blau ein schwarzer Marschallstab mit goldenen Beschlägen. Felder 2 und 3 in Silber ein schwarzer Flügel. Zwei Helme: I. auf blau-silbern bewulsteten Helm mit blau-silbernen Helmdecken ein schwarzer Flügel. II. auf gekröntem Helm mit schwarz-silbernen Decken vor einer oben mit schwarz-silbernem Federbusch besteckten silbernen Säule, der Rabe wie im Schild.

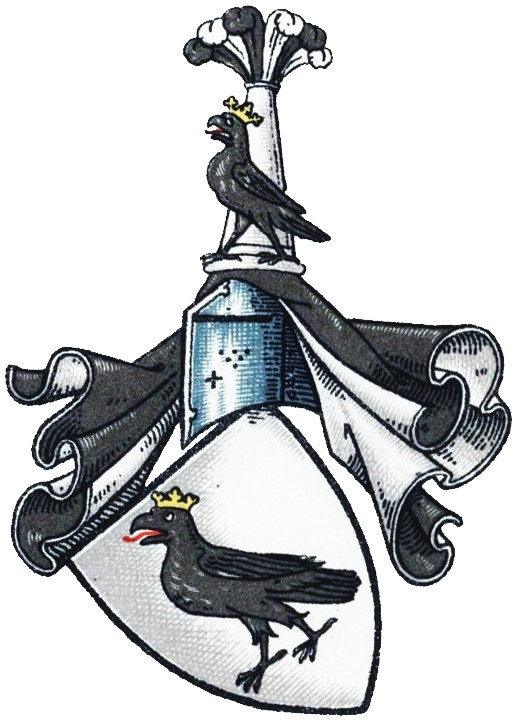
Stammwappen derer von Canstein im Wappenbuch des Westfälischen Adels
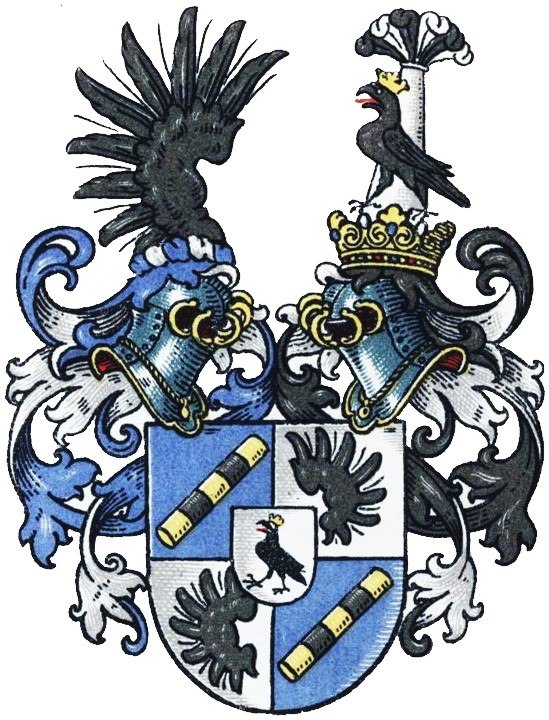
Freiherrenwappen derer von Canstein im Wappenbuch des Westfälischen Adels

## Bekannte Familienmitglieder
- Anton Corvinus (1501–1553), Theologe, Schüler Martin Luthers, niedersächsischer Reformator und Landessuperintendent
- August Wilhelm von Canstein (1765–1848), nassauischer Kammerrat
- Carl Hildebrand von Canstein (1667–1719), Pietist, gründete 1710 die Cansteinsche Bibelanstalt in Halle
- Carl-Jost Freiherr von Canstein (1898–1979), Oberregierungsrat, Ministerialrat und von 1923 bis 1924 Landrat des Kreises Geldern
- Ernst Raban von Canstein (1840–1911), Dr. phil, kgl. preuß. Landesökonomierat und Präsident der Landwirtschaftskammer Brandenburg
- Henriette von Canstein (1682–1773), als „Schwester Scholastika“ Äbtissin des Benediktinerinnenklosters Gehrden
- Philipp Carl von Canstein (1804–1877), preußischer General
- Philipp Ludwig von Canstein (1669–1708), brandenburgischer Offizier und Kommandeur
- Philipp Raban von Canstein (1680–1754), deutscher Offizier und Landrat von Rinteln
- Rabe von Canstein (1365–1448), 1391 Mitbegründer des Benglerbundes
- Raban von Canstein (Politiker) (1617–1680), deutscher Politiker und Kammerfunktionär
- Raban von Canstein (Jurist) (1845–1911), österreichischer Jurist und Hochschullehrer
- Raban von Canstein (General) (1906–2005), deutscher General
- Robert von Canstein (1796–1875), Offizier, Hofmarschall und Abgeordneter
- Ulrich Freiherr von Canstein (1906–1991), Oberst i. G. (Wehrmacht und Bundeswehr) und Ritterkreuzträger